# Georges Izambard
Pour les articles homonymes, voir Izambard.
Georges Izambard, né le 11 décembre 1848 à Paris et mort le 22 février 1931 à Neuilly-sur-Seine, est un professeur de rhétorique, qui devint l'ami d'Arthur Rimbaud, son élève à Charleville. Il quitta ensuite l'enseignement pour devenir journaliste.

## Biographie

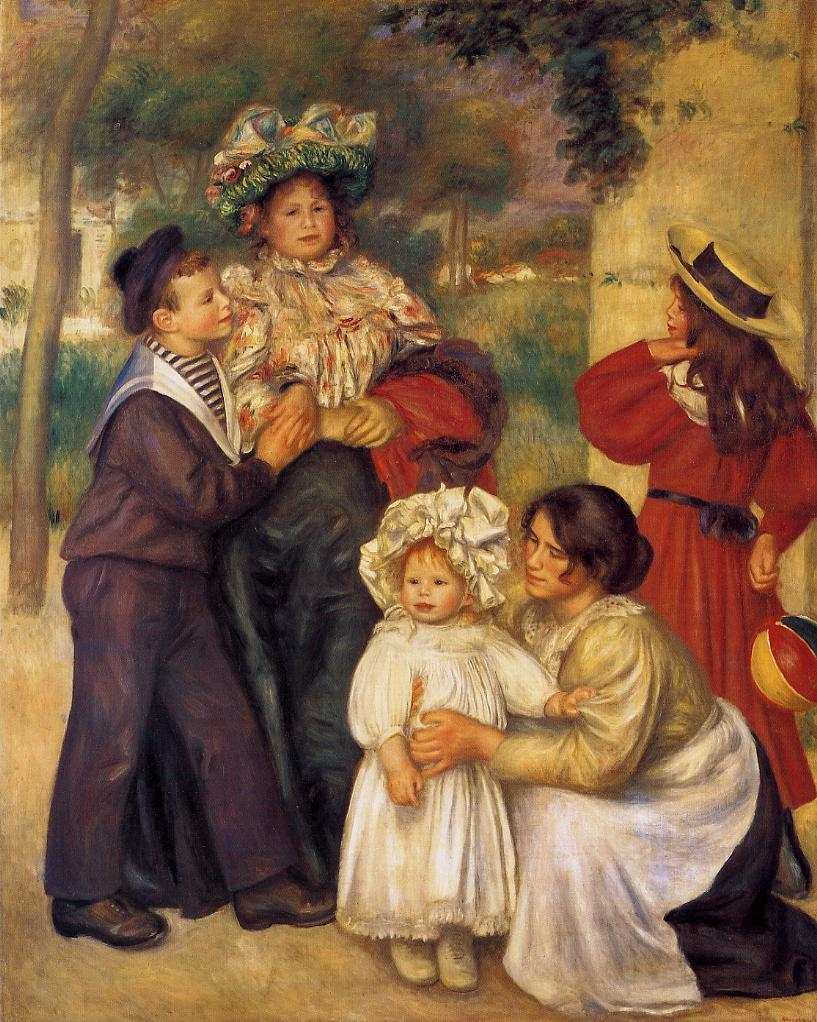
Le départ pour la promenade - ou - La famille de l'artiste, par Auguste Renoir. Marie Izambard est debout à droite, vêtue de rouge et portant un chapeau de paille.

Georges Izambard fut nommé, en janvier 1870, professeur de rhétorique au collège de Charleville, où il ne tarda pas à remarquer parmi ses 25 élèves un certain Arthur Rimbaud, dont il deviendra l'ami. Il fut un des premiers qui le guida sur la voie de la littérature, et ce malgré la désapprobation de sa mère, Vitalie Rimbaud.
Izambard avait épousé en premières noces la fille du sculpteur René Fache, marié à l'une des quatre sœurs Gindre, et qui avait fait de lui un buste alors qu'il était encore enfant. Les trois autres sœurs sont connues dans l'histoire de la littérature sous le nom des demoiselles Gindre pour avoir hébergé Arthur Rimbaud à Douai.
Plus tard, remarié, il résida à l'extrême fin du XIXe siècle dans les communs du château des Brouillards sur le versant nord de la butte Montmartre à Paris, où il fut voisin d'Auguste Renoir.
C'est la fille de Georges Izambard, Marie, qui figure sur le tableau de Renoir intitulé La Famille de l'artiste.

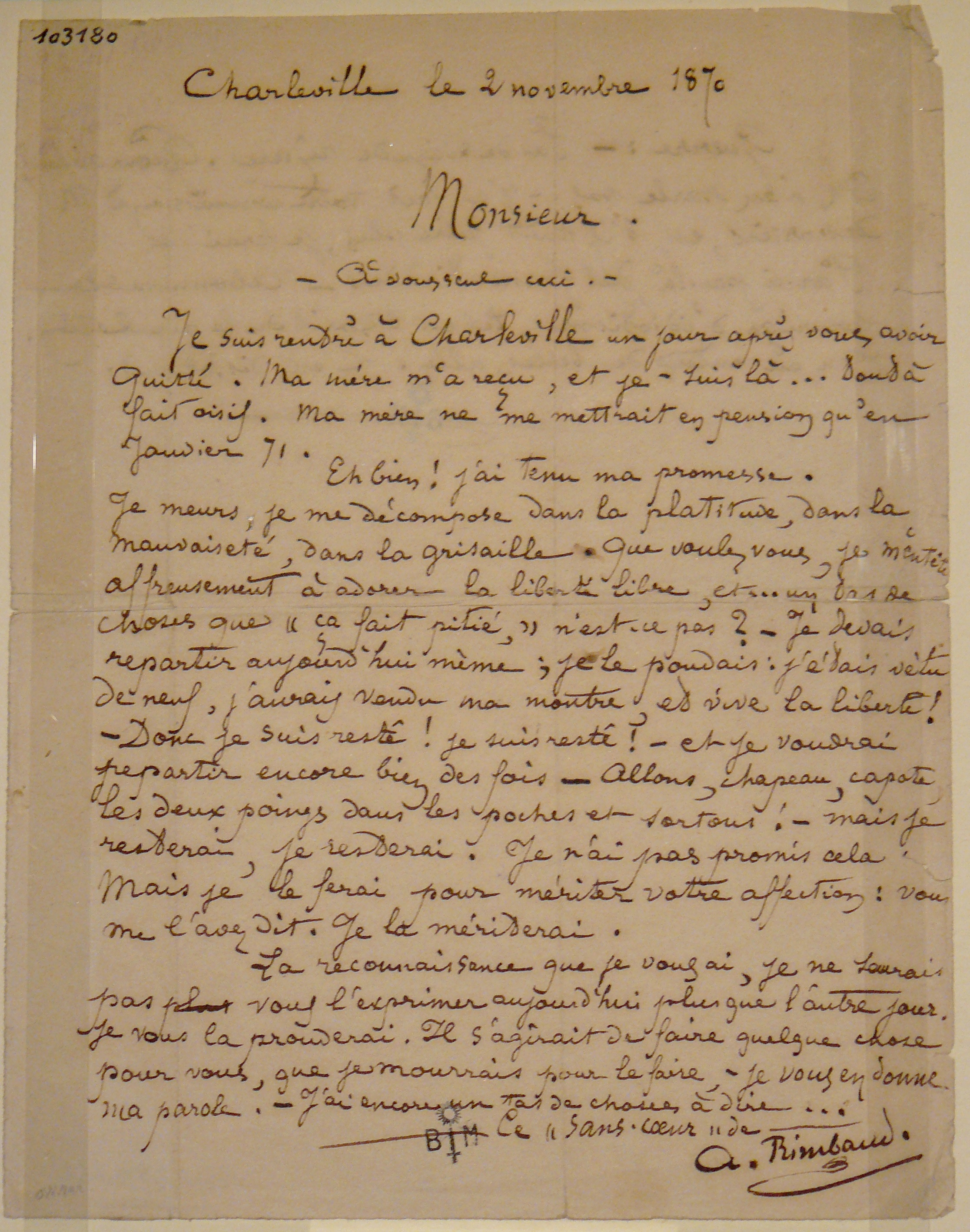
Lettre de Rimbaud à Izambard du 2 novembre 1870

Son fils, Pierre, comme lui professeur, fut le gendre du peintre Adolphe Gumery qui l'a, ainsi que lui-même, portraituré. Pierre Izambard a coécrit au moins un article sur Rimbaud, au Mercure de France.
C'est certainement à la chartreuse de Neuville près de Montreuil, où était alors installée l'association La Clairière qui y offrait un hébergement de vacances aux artistes et à leurs familles, qu'en 1912 les Izambard rencontrèrent les Gumery.
Atteint de surdité, il ne peut poursuivre une longue carrière dans l'enseignement. Il s'oriente vers le journalisme et meurt en 1931, devenu hémiplégique. Il est inhumé au cimetière nouveau de Neuilly-sur-Seine.

## Œuvres
- À Douai et à Charleville. Lettres et écrits inédits [d'Arthur Rimbaud] commentés par Georges Izambard, Paris, Kra, 1927.
- Rimbaud tel que je l'ai connu, Paris, Le Mercure de France, 1947[9].
- J'ai toujours su qu'il était prodige[réf. nécessaire]